# Manchild 4/Pick Your Battles
Manchild 4 and Pick Your Battles – dziewiąty album koncertowy zespołu Melvins wydany w 2009 roku przez Bifocal Media.

## Lista utworów
1. „Koolegged” – 2:54
2. „Oven” – 1:43
3. „Cranky Messiah” – 1:31
4. „Raise a Paw” – 1:27
5. „Ever Since My Accident” – 1:33
6. „Green Honey” – 1:24
7. „Claude” – 1:29
8. „You’re Blessened” – 5:47
9. „Nude With Boots” – 3:06
10. „The Kicking Machine” – 2:33
11. „Eye Flys” – 7:45
12. „Rat Faced Granny” – 2:38
13. „The Hawk” – 2:23
14. „You’ve Never Been Right” – 2:45
15. „Boris – 10:36

## Twórcy
- Dale Crover – perkusja, wokal,
- King Buzzo – wokal, gitara
- Jared Warren – gitara basowa, wokal
- Coady Willis – perkusja, wokal